# Coccinia abyssinica
Coccinia abyssinica là một loài thực vật có hoa trong họ Cucurbitaceae. Loài này được (Lam.) Cogn. mô tả khoa học đầu tiên năm 1881.